# New Renault Clio Cup

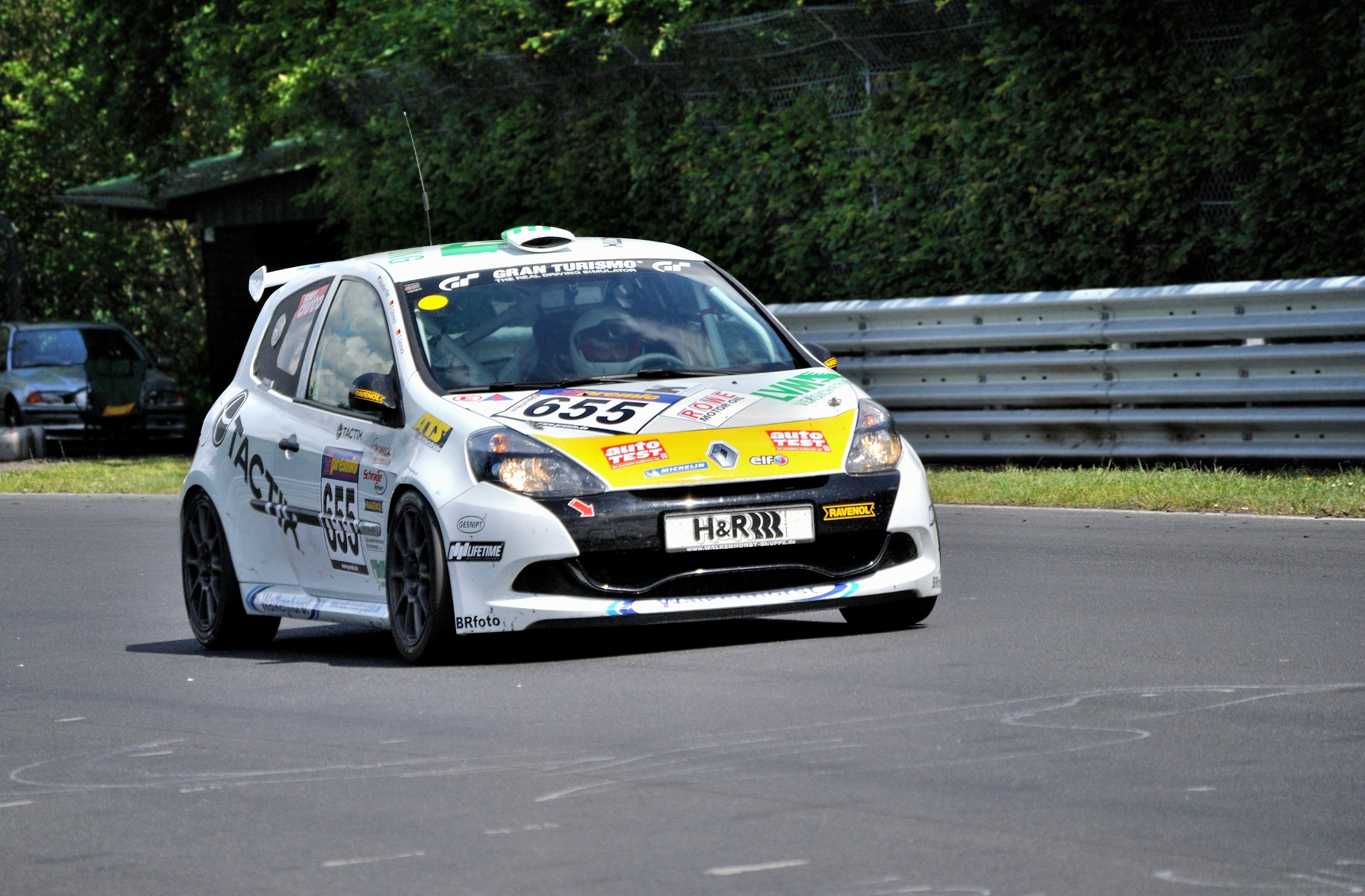
Renault-Clio-Cup-Fahrzeug auf der Nürburgring-Nordschleife, Juni 2011

Der New Renault Clio Cup (bis 2005 Renault Clio Cup) ist eine Automobilsport-Rennserie, die von 2002 bis 2007 im Rahmen der Beru TOP 10 ausgetragen wurde.
Seit 2008 wird der New Renault Clio Cup als eigene Wertung innerhalb der VLN Langstreckenmeisterschaft Nürburgring fortgeführt. (2008, 2009 und 2010 auch als „Sprintwertung“ innerhalb der ADAC-Procar-Serie sowie 2009 und 2010 als Extra-Wertung innerhalb der Rundstrecken-Challenge Nürburgring.)
Er ist ein Markenpokal, der von Renault MotorSport Deutschland betrieben wird, und sollte nicht mit der von 2000 bis 2003 veranstalteten, ebenfalls in die Beru TOP 10 eingegliederten Renault Clio V6 Trophy verwechselt werden.

## Rennen
In der Saison 2007, seiner letzten als unabhängige Serie, fand der New Renault Clio Cup auf acht verschiedenen Rennstrecken in Europa statt, darunter auch auf der Nürburgring-Nordschleife im Rahmen des 24-Stunden-Rennens.

## Reglement 2007
Pro Wochenende wurden, bis auf das 24-Stunden-Rennen, zwei Läufe zu je 35 Minuten gefahren. Der Start erfolgte stehend; die Startaufstellung wurde im Zeittraining am Vortag ermittelt. Die Aufstellung für den zweiten Lauf ergab sich aus dem Ergebnis des ersten Laufs, wobei die Plätze eins bis sechs in umgekehrter Reihenfolge angeordnet wurden.

## Meister
| Saison | Fahrer                      |
| ------ | --------------------------- |
| 2002   | Sebastian Grunert           |
| 2003   | Marc Basseng                |
| 2004   | Demian Schaffert            |
| 2005   | Christian Ott               |
| 2006   | Mike Verschuur Wilko Becker |
| 2007   | Kristian Nägele             |

Der spätere Mercedes-Motorsportchef Toto Wolff startete in dieser Rennserie. Mit Jutta Beisiegel und Karolina Czapka waren auch Damen am Start.